# Invisible Connections
Invisible Connections es el decimocuarto álbum de estudio de Vangelis lanzado por el sello Deutsche Grammophon en 1985.
El disco muestra un sonido gélido y espacial, cercano al minimalismo.
Esta es la única obra de Vangelis publicada por el sello Deutsche Grammophon, y consiste en tres largas composiciones, siendo la más extensa la que da nombre al disco, que ocupa toda la cara A en la edición en disco de vinilo.
El siguiente álbum de estudio de Vangelis aparecería 3 años más tarde con Direct, de 1988.

## Lista de temas
Toda la música compuesta por Vangelis. 
| N.º | Título                  | Duración |  |
| 1.  | «Invisible Connections» | 21:03    |  |
| 2.  | «Atom Blaster»          | 8:37     |  |
| 3.  | «Thermo Vision»         | 9:44     |  |

## Personal
- Vangelis: compositor, intérprete, arreglos, producción
- Lutz Bose: dirección artistíca